# Kamov Ka-226
Il Kamov Ka-226 (Nome in codice NATO: Hoodlum) è un elicottero utility russo progettato e costruito da Kamov. Il Kamov Ka-226 è derivato dal Kamov Ka-26, dispone di un vano di carico che può variare in base alle necessità della missione. Entrò in servizio nel 2002.

## Storia

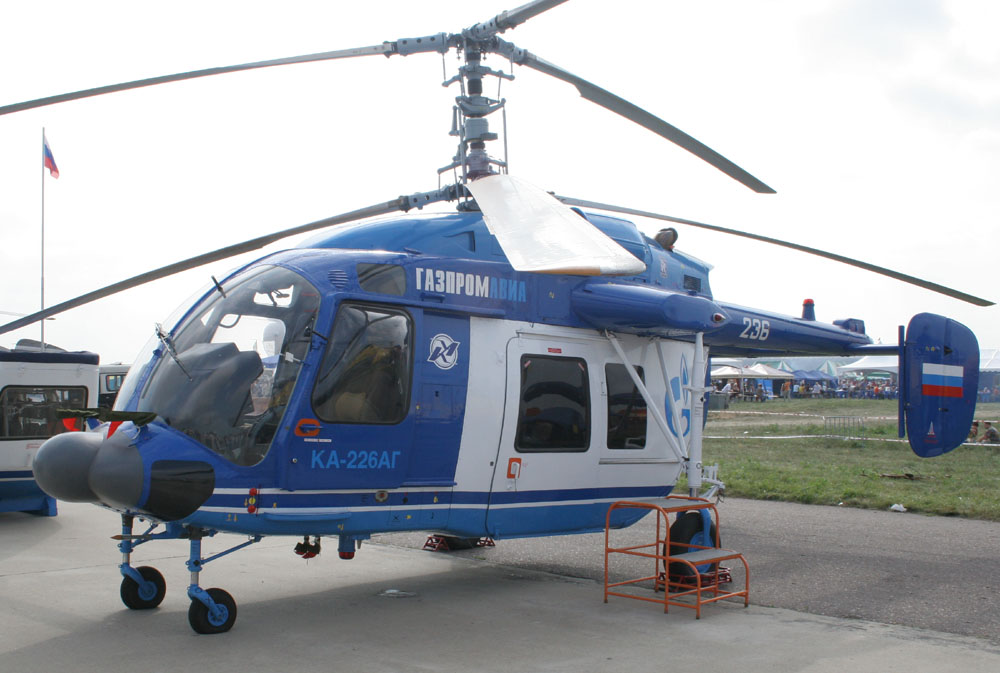
Kamov Ka-226 nella livrea attuale della russa Gazpromavia.

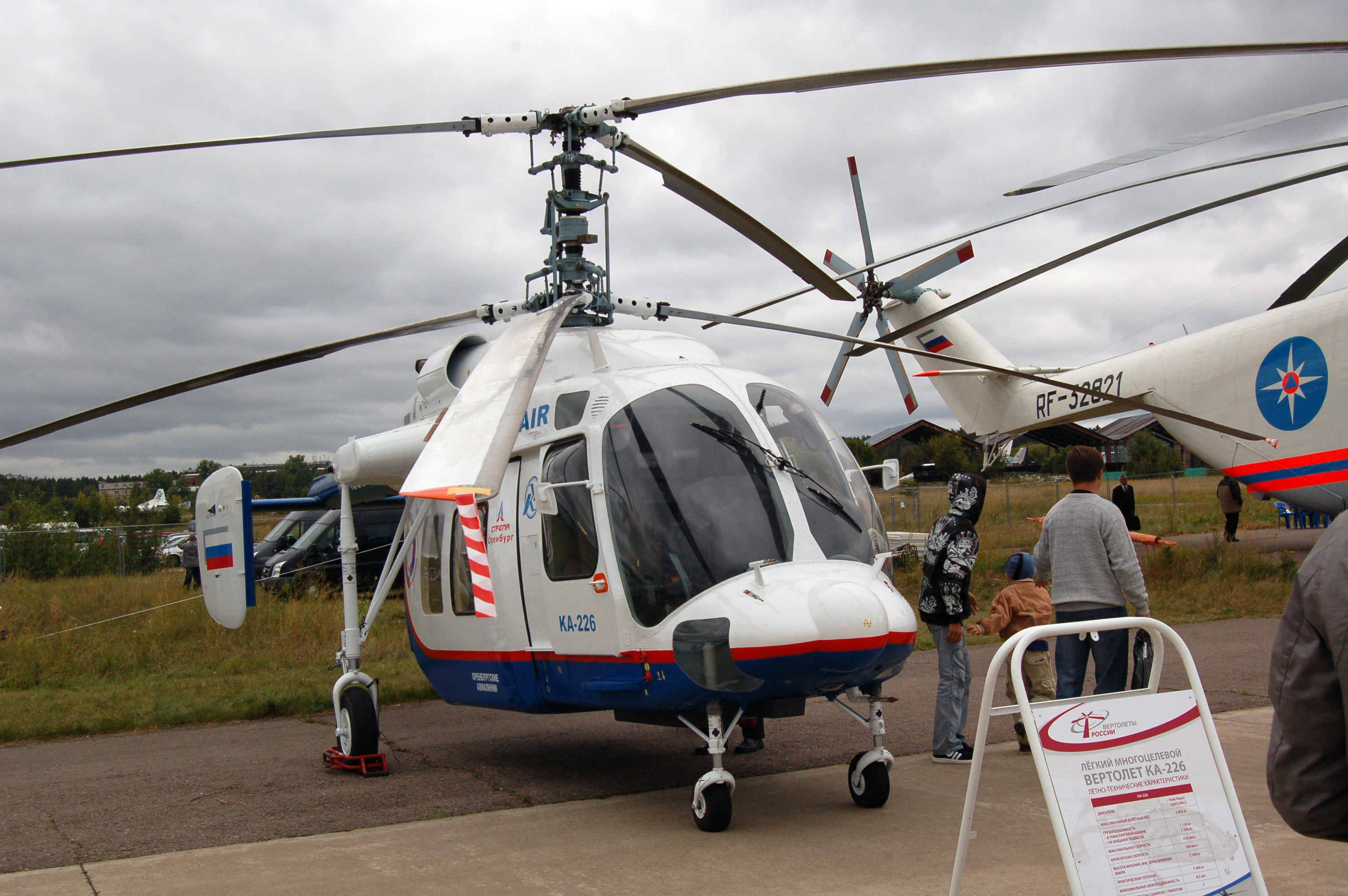
Kamov Ka-226 nella livrea attuale della russa Orenair.

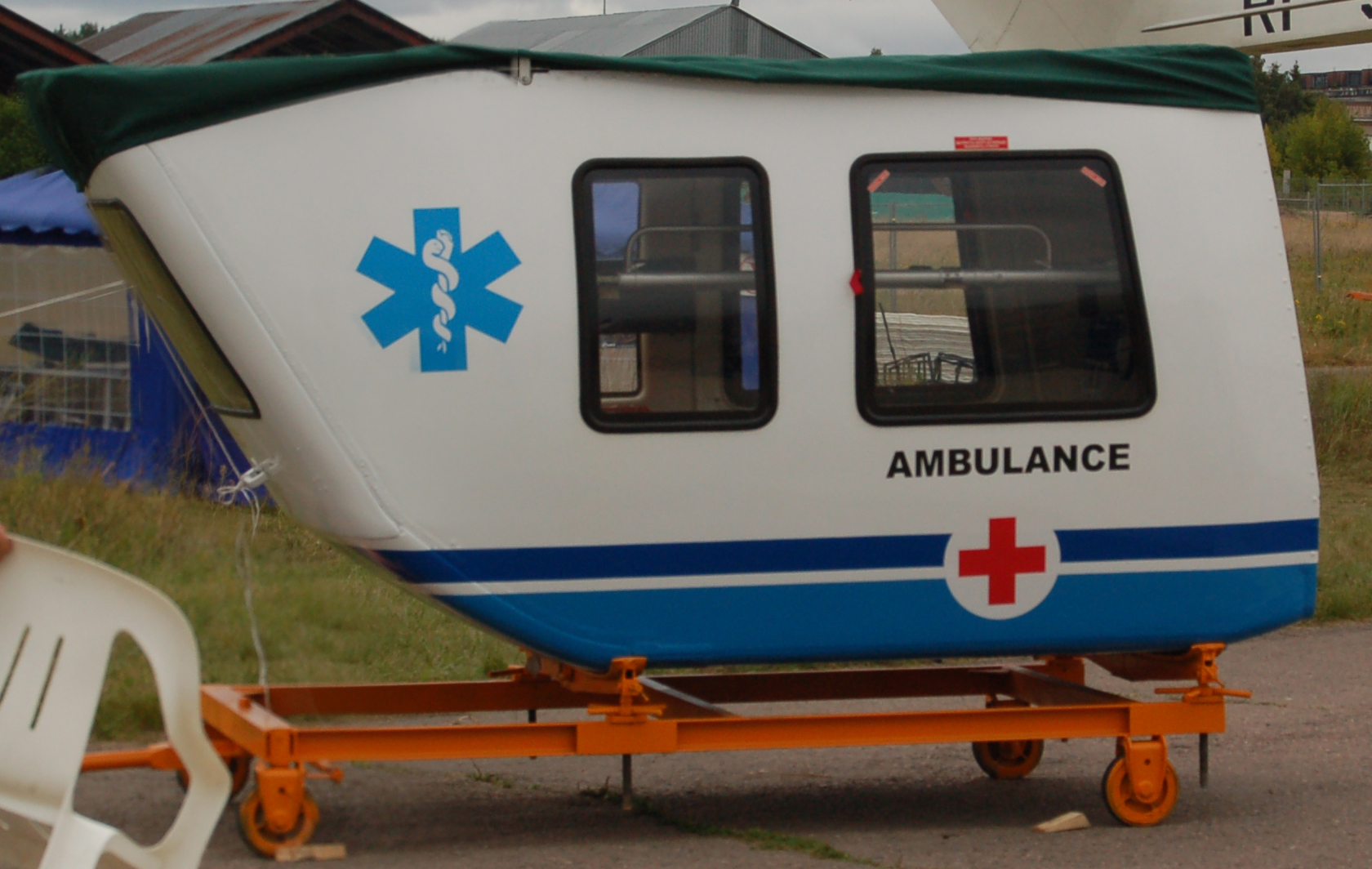
Un modulo Aeroambulanza montabile sul Ka-226.

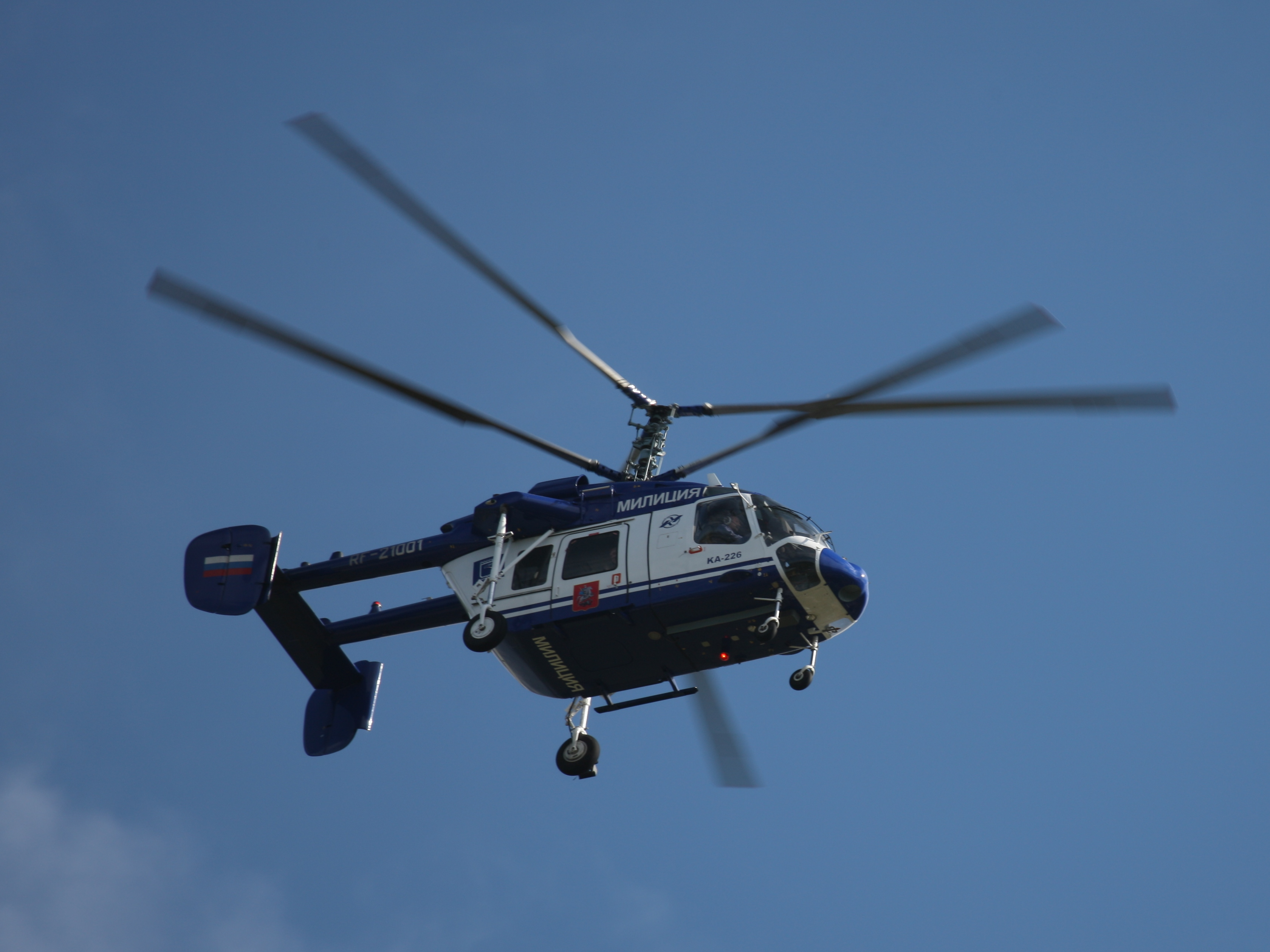
Kamov Ka-226 nella livrea del Ministero dell'Interno della Russia.

### Sviluppo
La progettazione del Ka-226 venne annunciata nel 1990. Il Ka-226 venne progettato per il ministero delle emergenze russo come successore del Kamov Ka-26.
Il Kamov Ka-226 volò la prima volta il 4 settembre 1997 e ha ottenuto la certificazione il 31 ottobre del 2003.

### Design
Il Design del Ka-226 è molto simile a quello del Ka-26 sebbene venne modificata la parte anteriore per migliorare la visibilità e l'abitacolo posteriore può essere modificabile per adattare l'elicottero ad ogni missione. Il Ka-226 è dotato di due rotori coassiali, così è stato possibile eliminare il rotore di coda.

## Varianti
- Ka-226A : Modello base
- Ka-226-50 : Versione migliorata
- Ka-226AG : Variante destinata a Gazprom. Si differenzia per l'avionica
- Ka-226T : Questa versione invece di due Rolls-Royce 250C, è equipaggiata con due più potenti Turbomeca Arrius 2G2.[2]
- Ka-226U : Variante di addestramento con comandi doppi.

## Utilizzatori
Russia
- 14 Ka-226AG - la Gazpromavia dal 2007 è stata il launch customer per questo elicottero.
- 18 Ka-226TG - la versione rimotorizzata per la Gazpromavia attualmente in produzione
- 2 Ka-226 - la FSB - Pograničnaja Služba Rossii - Pattugliatore costiero Classe Rubin (Progetto 22460)[3]. Con entrata in servizio di altre navi è previsto l'acquisto di altri modelli di Ka-226 con motori più potenti.[4]
- 2 Ka-226 - il corpo del Ministero dell'Interno della Russia, il commando centrale di Mosca.[4]
- 2 Ka-226 - la Orenair opera principalmente il servizio l'aeroambulanza nell'oblast' di Orenburg.
- 1 Ka-226 - la Kamov Design Bureau opera un elicottero-laboratorio volante.

 Giordania
- 6 Ka-226 - la Al-Quwwat al-Jawwiyya al-malikiyya al-Urdunniyya opera gli elicotteri Kamov assemblati in Giordania.

 India
- Bhāratīya Vāyu Senā

65 esemplari ordinati.
- Bhāratīya Thalsēnā

135 esemplari ordinati.
 Ucraina
- Viys'kovo-mors'ki syly Ukrayiny

1 Ka-226 riportato in servizio a dicembre 2018.